# Maja e Kunora e Lurës
Maja e Kunora e Lurës är en bergstopp i Albanien. Den ligger i den norra delen av landet, 60 km nordost om huvudstaden Tirana. Toppen på Maja e Kunora e Lurës är 2 119 meter över havet, eller 846 meter över den omgivande terrängen. Bredden vid basen är 11,7 km. Maja e Kunora e Lurës ligger vid sjön Liqeni i Lopëve. Den ingår i Mali i Dejës.
Terrängen runt Maja e Kunora e Lurës är kuperad åt nordväst, men åt sydost är den bergig.   Runt Maja e Kunora e Lurës är det ganska tätbefolkat, med 75 invånare per kvadratkilometer.. 
Omgivningarna runt Maja e Kunora e Lurës är en mosaik av jordbruksmark och naturlig växtlighet.